# Hautot-le-Vatois
Hautot-le-Vatois – miejscowość i gmina we Francji, w regionie Normandia, w departamencie Sekwana Nadmorska.
Według danych na rok 1990 gminę zamieszkiwało 295 osób, a gęstość zaludnienia wynosiła 49 osób/km² (wśród 1421 gmin Górnej Normandii Hautot-le-Vatois plasuje się na 618. miejscu pod względem liczby ludności, natomiast pod względem powierzchni na miejscu 610.).